# Willie Hutch
Willie Hutch (* 6. Dezember 1944 in Los Angeles, Kalifornien; † 19. September 2005 in Dallas, Texas, als Willie McKinley Hutchinson) war ein amerikanischer Sänger, Gitarrist, Songwriter und Musikproduzent.

## Leben
Hutch wurde in Los Angeles geboren und wuchs in Dallas auf, wo er seine musikalische Karriere als Sänger bei der Band „The Ambassadors“ begann. Nach der Highschool veröffentlichte er 1964 seine Debütsingle Love Has Put Me Down. 1969 erschien das Debütalbum Soul Portrait bei RCA, 1970 folgte das Album Season for Love bei selben Label.
Hutch war auch Songwriter für die Detroiter Plattenfirma Motown. Er schrieb unter anderem Songs für die Jackson Five, Diana Ross, Marvin Gaye, Smokey Robinson, Jr. Walker, die Four Tops und Aretha Franklin. Der erste große Erfolg war 1970 I’ll Be There für The Jackson Five. Weitere bekannte Songs waren Got to Be There und Never Can Say Goodbye. 1973 erhielt Hutch von Motown einen Vertrag als Interpret. Er steuerte die Soundtracks zu den Blaxploitation-Filmen The Mack (1973) und Foxy Brown (1974) bei.
Willie Hutch veröffentlichte bis 1977 insgesamt acht Alben bei Motown. In dieser Zeit platzierten sich 12 Lieder in den Billboard R&B-Charts, darunter die erfolgreichsten Brother’s Gonna Work It Out und Slick (beide 1973 Platz 18) sowie Love Power (1976 Platz 8). Bis 2002 erschienen sechs weitere Alben bei wechselnden Labels, der kommerzielle Erfolg ließ allerdings nach.
Hutch verstarb am 19. September 2005 im Alter von 60 Jahren in seiner Wohnung. Er wurde im Restland Memorial Park in Dallas beigesetzt.

## Diskografie

### Studioalben
| Jahr | Titel Musiklabel Katalog-Nr.     | Höchstplatzierung, Gesamtwochen, AuszeichnungChartplatzierungen (Jahr, Titel, Musiklabel Katalog-Nr., Platzierungen, Wochen, Auszeichnungen, Anmerkungen) | Höchstplatzierung, Gesamtwochen, AuszeichnungChartplatzierungen (Jahr, Titel, Musiklabel Katalog-Nr., Platzierungen, Wochen, Auszeichnungen, Anmerkungen) | Höchstplatzierung, Gesamtwochen, AuszeichnungChartplatzierungen (Jahr, Titel, Musiklabel Katalog-Nr., Platzierungen, Wochen, Auszeichnungen, Anmerkungen) | Anmerkungen                                                                                   |
| Jahr | Titel Musiklabel Katalog-Nr.     | UK | US | R&B | Anmerkungen                                                                                   |
| ---- | -------------------------------- | --- | --- | --- | --------------------------------------------------------------------------------------------- |
| 1973 | The Mack Motown 766              | — | US114 (16 Wo.)US | R&B17 (23 Wo.)R&B | Erstveröffentlichung: April 1973 Soundtrack zum gleichnamigen Film Produzent: Willie Hutch    |
| 1973 | Fully Exposed Motown 784         | — | US183 (6 Wo.)US | R&B15 (19 Wo.)R&B | Erstveröffentlichung: September 1973 Produzent: Willie Hutch                                  |
| 1974 | Foxy Brown Motown 811            | — | US179 (4 Wo.)US | R&B36 (10 Wo.)R&B | Erstveröffentlichung: 1. April 1974 Soundtrack zum gleichnamigen Film Produzent: Willie Hutch |
| 1974 | The Mark of the Beast Motown 815 | — | — | R&B41 (17 Wo.)R&B | Erstveröffentlichung: September 1974 Produzent: Willie Hutch                                  |
| 1975 | Ode to My Lady Motown 838        | — | US150 (6 Wo.)US | R&B24 (20 Wo.)R&B | Erstveröffentlichung: Juli 1975 Produzent: Willie Hutch                                       |
| 1976 | Concert in Blues Motown 854      | — | US163 (6 Wo.)US | R&B22 (9 Wo.)R&B | Erstveröffentlichung: März 1976 Produzent: Willie Hutch                                       |
| 1976 | Color Her Sunshine Motown 871    | — | — | R&B54 (4 Wo.)R&B | Erstveröffentlichung: November 1976 Produzent: Willie Hutch                                   |
| 1977 | Havin’ a House Party Motown 874  | — | — | R&B26 (22 Wo.)R&B | Erstveröffentlichung: Juni 1977 Produzent: Willie Hutch                                       |
| 1978 | In Tune Whitfield 3226           | — | — | R&B63 (3 Wo.)R&B | Erstveröffentlichung: November 1978 Produzenten: Willie Hutch, Norman Whitfield, Rose Royce   |

Weitere Studioalben
- 1969: Soul Portrait (RCA 4213)
- 1970: Season for Love (RCA 4296)
- 1979: Midnight Dancer (Whitfield 3352)
- 1985: Making a Game Out of Love (Motown 6142)
- 1994: From the Heart (Omni 000005)
- 1996: The Mack Is Back (Midwest 2183)
- 2002: Sexalicious (GG.it Records)

### Kompilationen
- 1983: In and Out (Motown 9019)
- 1998: The Very Best Of (Motown 314530943)
- 2003: Try It You’ll Like It (Expansion 5)

### Singles
| Jahr | Titel Album                                                      | Höchstplatzierung, Gesamtwochen, AuszeichnungChartplatzierungen (Jahr, Titel, Album, Platzierungen, Wochen, Auszeichnungen, Anmerkungen) | Höchstplatzierung, Gesamtwochen, AuszeichnungChartplatzierungen (Jahr, Titel, Album, Platzierungen, Wochen, Auszeichnungen, Anmerkungen) | Höchstplatzierung, Gesamtwochen, AuszeichnungChartplatzierungen (Jahr, Titel, Album, Platzierungen, Wochen, Auszeichnungen, Anmerkungen) | Höchstplatzierung, Gesamtwochen, AuszeichnungChartplatzierungen (Jahr, Titel, Album, Platzierungen, Wochen, Auszeichnungen, Anmerkungen) | Anmerkungen                                                                            |
| Jahr | Titel Album                                                      | UK | US | R&B | Dance | Anmerkungen                                                                            |
| ---- | ---------------------------------------------------------------- | --- | --- | --- | --- | -------------------------------------------------------------------------------------- |
| 1973 | Brother’s Gonna Work It Out The Mack                             | — | US67 (10 Wo.)US | R&B18 (11 Wo.)R&B | — | Erstveröffentlichung: 14. Februar 1973 Autor: Willie Hutch                             |
| 1973 | Slick The Mack                                                   | — | US65 (6 Wo.)US | R&B18 (10 Wo.)R&B | — | Erstveröffentlichung: 21. Juni 1973 Autor: Willie Hutch                                |
| 1973 | Sunshine Lady Fully Exposed                                      | — | — | R&B72 (6 Wo.)R&B | — | Erstveröffentlichung: November 1973 Autor: Willie Hutch                                |
| 1974 | If You Ain’t Got No Money (You Can’t Get No Honey) Fully Exposed | — | — | R&B70 (6 Wo.)R&B | — | Erstveröffentlichung: 24. Januar 1974 Autor: Willie Hutch                              |
| 1974 | Theme from Foxy Brown Foxy Brown                                 | — | — | R&B64 (6 Wo.)R&B | — | Erstveröffentlichung: 19. März 1974 Titellied des Films Foxy Brown Autor: Willie Hutch |
| 1975 | Get Ready for the Get Down The Mark of the Beast                 | — | — | R&B24 (11 Wo.)R&B | — | Erstveröffentlichung: 31. Januar 1975 Autor: Willie Hutch                              |
| 1975 | Love Power Ode to My Lady                                        | — | US41 (6 Wo.)US | R&B8 (20 Wo.)R&B | — | Erstveröffentlichung: 9. Juli 1975 Autor: Frank Hutch                                  |
| 1976 | Party Down Ode to My Lady                                        | — | — | R&B19 (15 Wo.)R&B | — | Erstveröffentlichung: Januar 1976 Autor: Frank Hutch                                   |
| 1976 | Let Me Be the One, Baby Color Her Sunshine                       | — | — | R&B95 (2 Wo.)R&B | — | Erstveröffentlichung: 16. September 1976 Autor: Willie Hutch                           |
| 1976 | Shake It, Shake It Color Her Sunshine                            | — | — | R&B60 (9 Wo.)R&B | — | Erstveröffentlichung: 9. November 1976 Autor: Willie Hutch                             |
| 1977 | We Gonna Party Tonight Havin’ a House Party                      | — | — | R&B49 (12 Wo.)R&B | — | Erstveröffentlichung: 21. Juli 1977 Autor: Willie Hutch                                |
| 1977 | What You Gonna Do After the Party Havin’ a House Party           | — | — | R&B40 (9 Wo.)R&B | — | Erstveröffentlichung: November 1977 Autor: Willie Hutch                                |
| 1978 | All American Funkathon In Tune                                   | — | — | R&B62 (8 Wo.)R&B | — | Erstveröffentlichung: Juli 1978 Autor: Willie Hutch                                    |
| 1978 | Paradise In Tune                                                 | — | — | R&B74 (4 Wo.)R&B | — | Erstveröffentlichung: Oktober 1978 Autor: Norman Whitfield                             |
| 1982 | In and Out                                                       | UK51 (8 Wo.)UK | — | R&B55 (11 Wo.)R&B | Dance29 (12 Wo.)Dance | Erstveröffentlichung: September 1982 Autor: Willie Hutch                               |
| 1985 | Keep On Jammin’ Making a Game Out of Love                        | UK73 (3 Wo.)UK | — | — | — | Erstveröffentlichung: Mai 1985 Autor: Willie Hutch                                     |

grau schraffiert: keine Chartdaten aus diesem Jahr verfügbar
Weitere Singles
- 1964: Love Has Put Me Down
- 1965: The Duck
- 1966: I Can’t Get Enough
- 1967: How Come Baby, You Don’t Love Me
- 1968: Use What You Got
- 1969: Do What You Wanna Do
- 1969: When a Boy Falls in Love
- 1970: The Magic of Love
- 1978: Love Runs Out
- 1979: Everybody Needs Money
- 1985: The Glow